# Microtropis argentea
Microtropis argentea är en benvedsväxtart som beskrevs av K.M. Kochummen. Microtropis argentea ingår i släktet Microtropis och familjen Celastraceae. Inga underarter finns listade.